# Copa Báltica 2014
La Copa Báltica 2014 (en estonio, Balti turniir 2014; en letón, Baltijas Kauss 2014; en lituano, 2014 m. Baltijos taurė) fue la XXV edición de la competición, que se llevó a cabo en Letonia. Al igual que la edición anterior, fue disputado por los seleccionados de Estonia, Finlandia, Letonia y Lituania. El torneo se realizó en los días 29 y 31 de mayo.
La selección de Letonia se consagró bicampeona, revalidando el título obtenido dos años antes, luego de vencer a Lituania en la final por la mínima diferencia.
Ésta fue la última edición que contó con la participación de Finlandia.

## Formato
Las cuatro selecciones fueron emparejadas, formando dos llaves en la ronda de semifinales. Cada pareja se enfrentó en un solo partido, tras el cual el ganador avanzaba a la final y el perdedor calificaba para jugar el partido por el tercer lugar. El vencedor de la final se consagró campeón.
En caso de empate en cualquiera de los encuentros, los partidos se definirían directamente por medio de los tiros desde el punto penal, sin disputarse tiempo suplementario.

## Resultados
- Los horarios corresponden a la hora de Letonia (EEST; UTC+3).

### Cuadro
|  | Semifinales            | Semifinales |                              |   | Final | Final |
|  |                        |             |                              |   |       |       |
|  | 29 de mayo – Liepāja   |             |                              |   |       |       |
|  |                        |             |                              |   |       |       |
|  | Letonia (p)            | 0 (4)       |                              |   |       |       |
|  | Letonia (p)            | 0 (4)       | 31 de mayo – Liepāja         |   |       |       |
|  | Estonia                | 0 (2)       |                              |   |       |       |
|  | Estonia                | 0 (2)       | Letonia                      | 1 |       |       |
|  | 29 de mayo – Ventspils |             | Letonia                      | 1 |       |       |
|  |                        | Lituania    | 0                            |   |       |       |
|  | Finlandia              | Lituania    | 0                            | 0 |       |       |
|  | Finlandia              |             |                              | 0 |       |       |
|  | Lituania               | 1           |                              |   |       |       |
|  | Lituania               | 1           | Partido por el tercer puesto |   |       |       |
|  |                        |             |                              |   |       |       |
|  | 31 de mayo – Ventspils |             |                              |   |       |       |
|  |                        |             |                              |   |       |       |
|  | Estonia                | 0           |                              |   |       |       |
|  | Estonia                | 0           |                              |   |       |       |
|  | Finlandia              | 2           |                              |   |       |       |

### Semifinales
| 29 de mayo de 2014 | Finlandia | 0:1 (0:1) | Lituania      | Estadio Olímpico, Ventspils                                  |                                                              |
| 17:00 (UTC+3)      |           | Reporte   | Novikovas 41' | Asistencia: 631 espectadores Árbitro(s): Vadims Direktorenko | Asistencia: 631 espectadores Árbitro(s): Vadims Direktorenko |

| 29 de mayo de 2014 | Letonia                                 | 0:0 (4:2 p.)               | Estonia                            | Estadio Daugava, Liepāja                                  |                                                           |
| 20:15 (UTC+3)      |                                         | Reporte                    |                                    | Asistencia: 2.115 espectadores Árbitro(s): Sergejus Slyva | Asistencia: 2.115 espectadores Árbitro(s): Sergejus Slyva |
|                    |                                         | Tiros desde el punto penal |                                    |                                                           |                                                           |
|                    | Zjuzins · Laizāns · Fertovs · Višņakovs |                            | Vassiljev · Vunk · Kallaste · Mets |                                                           |                                                           |

### Tercer puesto
| 31 de mayo de 2014 | Finlandia               | 2:0 (0:0) | Estonia | Estadio Olímpico, Ventspils       |                                   |
| 14:00 (UTC+3)      | Hetemaj 49' · Moren 87' | Reporte   |         | Árbitro(s): Aleksandrs Anufrijevs | Árbitro(s): Aleksandrs Anufrijevs |

### Final
| 31 de mayo de 2014 | Letonia     | 1:0 (1:0) | Lituania | Estadio Daugava, Liepāja  |                           |
| 20:00 (UTC+3)      | Bulvītis 6' | Reporte   |          | Árbitro(s): Kristo Tohver | Árbitro(s): Kristo Tohver |

| Campeón Letonia 12.do título |